# Eopenthes funebris
Eopenthes funebris är en skalbaggsart som beskrevs av Sharp 1908. Eopenthes funebris ingår i släktet Eopenthes och familjen knäppare. Inga underarter finns listade i Catalogue of Life.